# I Got Dem Ol' Kozmic Blues Again Mama!
I Got Dem Ol' Kozmic Blues Again Mama! è il primo album in studio di Janis Joplin, pubblicato nel settembre del 1969.

## Storia
Fu il primo lavoro solista della cantante dopo i due album registrati come membro dei Big Brother and the Holding Company.

## Tracce
Lato A
1. Try (Just a Little Bit Harder) – 3:57 (Chip Taylor, Jerry Ragovoy)
2. Maybe – 3:41 (Richard Barrett)
3. One Good Man – 4:12 (Janis Joplin)
4. As Good as You've Been to This World – 5:27 (Nick Gravenites)

Lato B
1. To Love Somebody – 5:14 (Barry Gibb, Robin Gibb)
2. Kozmic Blues – 4:24 (Gabriel Mekler, Janis Joplin)
3. Little Girl Blue – 3:51 (Lorenz Hart, Richard Rodgers)
4. Work me, Lord – 6:45 (Nick Gravenites)

Edizione CD del 1999, pubblicato dalla Columbia Records
1. Try (Just a Little Bit Harder) – 3:55 (Chip Taylor, Jerry Ragovoy)
2. Maybe – 3:39 (Richard Barrett)
3. One Good Man – 4:10 (Janis Joplin)
4. As Good as You've Been to This World – 5:25 (Nick Gravenites)
5. To Love Somebody – 5:13 (Barry Gibb, Robin Gibb, Maurice Gibb)
6. Kozmic Blues – 4:22 (Janis Joplin, Gabriel Mekler)
7. Little Girl Blue – 3:49 (Lorenz Hart, Richard Rodgers)
8. Work Me, Lord – 6:36 (Nick Gravenites)
9. Dear Landlord – 2:31 (Bob Dylan) – Bonus Track - Studio Outtake
10. Summertime – 5:04 (George Gershwin, Ira Gershwin, DuBose Heyward) – Bonus Track - (Live at Woodstock, 17 August 1969)
11. Piece of My Heart – 6:31 (Bert Berns, Jerry Ragovoy) – Bonus Track - (Live at Woodstock, 17 August 1969)

## Formazione
- Janis Joplin - voce
- Gabriel Mekler - organo
- Richard Kermode - organo
- Sam Andrew - chitarra
- Brad Campbell - basso
- Lonnie Castille - batteria
- Maury Baker - batteria
- Luis Gasca - tromba
- Terry Clements - sassofono tenore
- Cornelius Snooky Flowers - sassofono baritono, cori
- Sam Andrew - cori[4]